# Panathīnaïkos Athlītikos Omilos 1972-1973
Questa voce raccoglie le informazioni riguardanti il Panathīnaïkos Athlītikos Omilos nelle competizioni ufficiali della stagione 1972-1973.

## Stagione
Riguadagnato l'accesso alla Coppa dei Campioni dopo la sconfitta in finale nella stagione 1970-71, il Panathinaikos, rafforzatosi in estate con l'acquisto di Juan Ramón Verón, fu fermato al primo turno della competizione dal CSKA Sofia. In campionato la squadra giunse invece al terzo posto assicurandosi con largo anticipo la qualificazione in Coppa UEFA.

## Maglie e sponsor
| Manica sinistra · Manica sinistra · Maglietta · Maglietta · Manica destra · Manica destra · Pantaloncini · Calzettoni | Manica sinistra · Manica sinistra · Maglietta · Maglietta · Manica destra · Manica destra · Pantaloncini · Calzettoni |

## Rosa
| N. |                      | Ruolo | Calciatore            |
| -- | -------------------- | ----- | --------------------- |
|    | Grecia (bandiera)    | P     | Takis Ikonomopoulos   |
|    | Grecia (bandiera)    | P     | Vasilīs Kōnstantinou  |
|    | Grecia (bandiera)    | D     | Kōstas Athanasopoulos |
|    | Grecia (bandiera)    | D     | Stelios Foukos        |
|    | Grecia (bandiera)    | D     | Giorgos Gonios        |
|    | Grecia (bandiera)    | D     | Anthimos Kapsīs       |
|    | Grecia (bandiera)    | D     | Nikos Karamanlis      |
|    | Argentina (bandiera) | D     | Miguel Nicolau        |
|    | Grecia (bandiera)    | D     | Fragkiskos Sourpīs    |
|    | Grecia (bandiera)    | D     | Yianis Tomaras        |
|    | Grecia (bandiera)    | D     | Giorgios Vlahos       |
|    | Grecia (bandiera)    | C     | Stefanos Antonakos    |
|    | Brasile (bandiera)   | C     | Araken Demelo         |

| N. |                      | Ruolo | Calciatore            |
| -- | -------------------- | ----- | --------------------- |
|    | Grecia (bandiera)    | C     | Mimis Demetriou       |
|    | Grecia (bandiera)    | C     | Dīmītrīs Domazos      |
|    | Grecia (bandiera)    | C     | Kostas Eleftherakis   |
|    | Grecia (bandiera)    | C     | Aristidis Kamaras     |
|    | Grecia (bandiera)    | C     | Karolos Linaris       |
|    | Grecia (bandiera)    | A     | Antōnīs Antōniadīs    |
|    | Grecia (bandiera)    | A     | Aggelos Christopoulos |
|    | Grecia (bandiera)    | A     | Totis Filakouris      |
|    | Argentina (bandiera) | A     | Roberto Gramajo       |
|    | Grecia (bandiera)    | A     | Charīs Grammos        |
|    | Paraguay (bandiera)  | A     | Severiano Irala       |
|    | Grecia (bandiera)    | A     | Takis Papadimitriou   |
|    | Argentina (bandiera) | A     | Juan Ramón Verón      |

## Calciomercato
| Acquisti | Acquisti              | Acquisti         | Acquisti |
| R.       | Nome                  | da               | Modalità |
| -------- | --------------------- | ---------------- | -------- |
| C        | Miguel Nicolau        | Boca Juniors     |          |
| C        | Araken Demelo         | Huracán          |          |
| C        | Stefanos Antonakos    |                  |          |
| C        | Aggelos Christopoulos |                  |          |
| A        | Roberto Gramajo       | Rosario Central  |          |
| A        | Juan Ramón Verón      | Estudiantes (LP) |          |
| A        | Severiano Irala       |                  |          |

| Cessioni | Cessioni            | Cessioni      | Cessioni |
| R.       | Nome                | a             | Modalità |
| -------- | ------------------- | ------------- | -------- |
| D        | Victor Mitropoulos  | Egaleo        |          |
| D        | Giorgos Delijiannis | Īraklīs       |          |
| C        | Giorgos Rokidis     | Īraklīs       |          |
| A        | Demetri Kaligeris   | Kalamata      |          |
| C        | Sakīs Kouvas        | fine carriera |          |

## Risultati

### Coppa dei Campioni
| Arbitro: | Walter Eschweiler |

|                              |           |           |
| Kolev 25’ (rig.) Stankov 71’ | Marcatori | 59’ Verón |

| Atene 27 settembre 1972 Primo turno                                                                        | Panathīnaïkos        | 2 – 1       | CSKA Sofia | Apostolos Nikolaidis |
| \| \| \| \| \| Verón 18’ Demelo 20’ (rig.) \| Marcatori \| 68’ Trankov \| \| \| Tiri di rigore 2 – 3 \| \| |                      |             |            |                      |
| |                      |             |            |                      |
| Verón 18’ Demelo 20’ (rig.)                                                                                | Marcatori            | 68’ Trankov |            |                      |
| | Tiri di rigore 2 – 3 |             |            |                      |

| Arbitro: | William Mullan |

|  |           |                      |
|  | Marcatori | 46’ Zhekov 46’ Kolev |

## Statistiche

### Statistiche di squadra
| Competizione       | Punti | Totale | Totale | Totale | Totale | Totale | Totale | DR  |
| Competizione       | Punti | G      | V      | N      | P      | Gf     | Gs     | DR  |
| ------------------ | ----- | ------ | ------ | ------ | ------ | ------ | ------ | --- |
| Alpha Ethniki      | 82    | 34     | 22     | 7      | 5      | 89     | -84    |     |
| Coppa di Grecia    | -     | 4      | 2      | 2      | 0      | 3      | 6      | -3  |
| Coppa dei Campioni | -     | 2      | 0      | 0      | 2      | 1      | 4      | -3  |
| Totale             |       | 40     | 24     | 9      | 7      | 93     | 39     | +54 |

### Statistiche dei giocatori
| Giocatore      | Alpha Ethniki | Alpha Ethniki |
| Giocatore      | Presenze      | Reti          |
| -------------- | ------------- | ------------- |
| Antonakos      | 4             | ?             |
| Antoniadis     | 26            | 22            |
| Athanasopoulos | 17            | ?             |
| Christopoulos  | 3             | ?             |
| Dimitriou      | 25            | 1             |
| Domazos        | 21            | 6             |
| Eftherakis     | 31            | 9             |
| Filakouris     | 15            | 1             |
| Foukos         | 5             | 1             |
| Gonios         | 30            | 2             |
| Gramaho        | 4             | 1             |
| Grammos        | 26            | 6             |
| Ikonomopoulos  | 13            | ?             |
| Irala          | 2             | ?             |
| Kamaras        | 13            | ?             |
| Kapsis         | 30            | ?             |
| Karamanlis     | 10            | ?             |
| Konstantinou   | 20            | ?             |
| Linaris        | 1             | ?             |
| Papadimitriou  | 23            | 11            |
| Sourpis        | 21            | ?             |
| Tomaras        | 3             | ?             |
| Verón          | 29            | 14            |
| Vlahos         | 19            | ?             |